# HC Erlangen
Handballclub Erlangen – niemiecki męski klub piłki ręcznej z Erlangen, powstały w 2001. Występuje w Bundeslidze, mecze domowe rozgrywa w Norymberdze.
HC Erlangen w sezonie 2013/2014, w którym odniósł 23 zwycięstwa, zanotował pięć remisów i poniósł osiem porażek, zajął w 2. Bundeslidze 2. miejsce z dorobkiem 51 punktów i wywalczył awans do Bundesligi. W debiutanckim sezonie 2014/2015 w najwyższej klasie rozgrywkowej wygrał dziewięć meczów, pięć zremisował i 22 przegrał, plasując się w tabeli na przedostatniej, 18. pozycji, oznaczającej spadek. W sezonie 2015/2016 odniósł w 2. Bundeslidze 34 zwycięstwa w 40 meczach i z 1. miejsca awansował do Bundesligi. W sezonie 2016/2017 wygrał w niej 14 z 34 meczów, kończąc rywalizację na 9. pozycji. W sezonie 2017/2018 odniósł osiem zwycięstw, zanotował dziewięć remisów (najwięcej w lidze) i poniósł 17 porażek, co dało mu 13. miejsce w tabeli.

## Sukcesy
- Bundesliga:
  - 9. miejsce: 2016/2017

- 2. Bundesliga:
  - 1. miejsce: 2015/2016
  - 2. miejsce: 2013/2014

## Kadra w sezonie 2018/2019
Opracowano na podstawie materiału źródłowego:
| Bramkarze - 12. Gorazd Škof - 26. Michael Haßferter - 29. Nikolas Katsigiannis Rozgrywający - 3. Nicolai Theilinger - 13. Michael Haaß - 17. Benedikt Kellner - 20. Nico Büdel - 22. Dominik Mappes - 33. Nikolai Link - 44. Christoph Steinert - 71. Andreas Schröder | Skrzydłowi - 5. Johannes Sellin - 21. Christopher Bissel - 24. Martin Murawski - 36. Florian von Gruchalla Obrotowi - 9. Petter Øverby - 15. Siergiej Gorpiszczin - 25. Jan Schäffer - 46. Jonas Thümmler |

## Bilans w Bundeslidze
| Sezon                 | Miejsce | M   | W  | R  | P  | Bramki    |
| --------------------- | ------- | --- | -- | -- | -- | --------- |
| 2014/2015             | 18.     | 36  | 9  | 5  | 22 | 901–1008  |
|                       |         |     |    |    |    |           |
| 2016/2017             | 9.      | 34  | 14 | 0  | 20 | 890–941   |
| 2017/2018             | 13.     | 34  | 8  | 9  | 17 | 844–932   |
| Razem                 | Razem   | 104 | 31 | 14 | 59 | 2635–2881 |
| Źródło: 1. Bundesliga |         |     |    |    |    |           |